# ワスレガイ
ワスレガイ（忘貝, Sunetta menstrualis (Menke, 1843), 英: broad hinged venus）は、マルスダレガイ目マルスダレガイ科ワスレガイ属の二枚貝。別名・ササラガイ、イイビツガイ。

## 分布
2004年の文献では太平洋に分布（日本国内では常磐以南。他に朝鮮半島、東南アジア、オーストラリア北部）とされているが、2021年に発表された論文によると分布は日本国内に限られる（北海道南部から青森県、福島県以南、福井県以南、九州南部）。いままでに国外で本種とされてきたのは近縁種を誤って同定したもの。

## 形態
ワスレガイ属としては世界最大の大きさに達する特異な種である。円形に近い殻は弱く膨らみ、殻長60ミリ、殻高70ミリ、殻幅25ミリ。殻は厚い。殻表はなめらかで光沢がある。殻表の色彩の個体差は小さく、通常紫褐色である。放射帯や細かい網目模様がみられる。殻頂の後方に深くくぼんだ楯面があり、その中に靭帯がある。内側は紫色、套線湾入は小さい。周縁は細かい刻みがある。

## 生態
潮間帯下部から水深50メートルの砂泥底に生息。プランクトンなどを摂食。

## 人との関わり
食用。一部観光地ではハマグリなどと共に売られている。殻は細工物に利用。
古来、海岸に置き去りにされた二枚貝の片方の殻(一説に、アワビのような一枚貝またはタカラガイ)を「忘れ貝」と呼ぶ。恋の思いを忘れさせる貝であるという。『万葉集』に10例出現する。なお、現在ワスレガイと呼ばれている二枚貝はこれら古歌にちなんで命名された可能性がある。

## 近縁種
福田宏（岡山大学学術研究院環境生命科学学域准教授）、石田惣（大阪市立自然史博物館主任学芸員）、渡部哲也（西宮市貝類館学芸員）、吉松定昭（香川県水産試験場元場長）、芳賀拓真（国立科学博物館研究員）からなる共同研究チームは、日本周辺産ワスレガイ属の分類学的再検討を行い、2021年7月14日発行の電子ジャーナルに成果を発表した。そのなかで3種の新種（うち2種は化石種）を含む計8種を認知した。以下、特に断らない限り出典:。
- ベニワスレ Sunetta beni Fukuda, Ishida, Watanabe, Yoshimatsu & Haga, 2021
  - 従来はインドからパキスタンに分布する S. solanderii (Gray, 1825) または北オーストラリア産の S. subquadrata (Sowerby II, 1851)に同定されてきたが、いずれも誤同定。本種には結局、一度も適切な学名が与えられたことがないため厳密な意味での新種。房総半島以南、福井県以南、奄美大島、韓国南東部、中国南部（浙江省以南と台湾）を経てベトナムまで分布。
- モシオワスレ Sunetta crassatelliformis Haga & Fukuda in Fukuda et al., 2021
  - 下部更新統(258万年 - 77.4万年前)にみられる化石種。従来はワスレガイと混同されてきたが、殻形や厚さにより明確に識別できるため新種として記載。静岡県からのみ知られる。
- タイワンワスレ Sunetta cumingii E.A. Smith, 1891
  - 1970年代にミワスレと同種とされたが実際には容易に識別可能な別種。台湾や中国南部に多数の産出記録がある一方、日本では著しく少ない。和歌山県、長崎県五島列島沖（化石の可能性あり）、奄美大島でのみ知られる。
- ミワスレ Sunetta sunettina (Jousseaume, 1891) 
  - インド洋および西太平洋の熱帯に広く分布。北は中国浙江省および台湾、西はアンダマン海から紅海を経てタンザニアまで。南はオーストラリア北部。日本では、和歌山県でわずかな死殻が採集されたことがある。
- シマワスレ（イソワスレ）Sunetta kirai Huber, 2010
  - インドネシアからフィリピンに分布する S. concinna (Dunker, 1865) に誤同定されてきたが、2010年、M. Huber が新種であると指摘。房総半島以南、福井県以南、南西諸島、台湾、ベトナムまで分布。
- ランフォードワスレ（オキナワワスレ）Sunetta langfordi (Habe, 1953) 
  - 紀伊半島、伊豆諸島新島と八丈島、宮崎県串間、鹿児島県甑島、奄美大島、沖縄島、台湾、ベトナム、フィリピンからわずかな産出例が知られるのみの稀産種。
- シチヘイワスレ Sunetta nomurai Haga & Fukuda in Fukuda et al., 2021
  - 台湾の更新統(258万年 - 12.9万年前)から得られた少数の標本のみが知られる化石種。既知の種と合致しないため新種として記載。